# Sanshirōs Wege

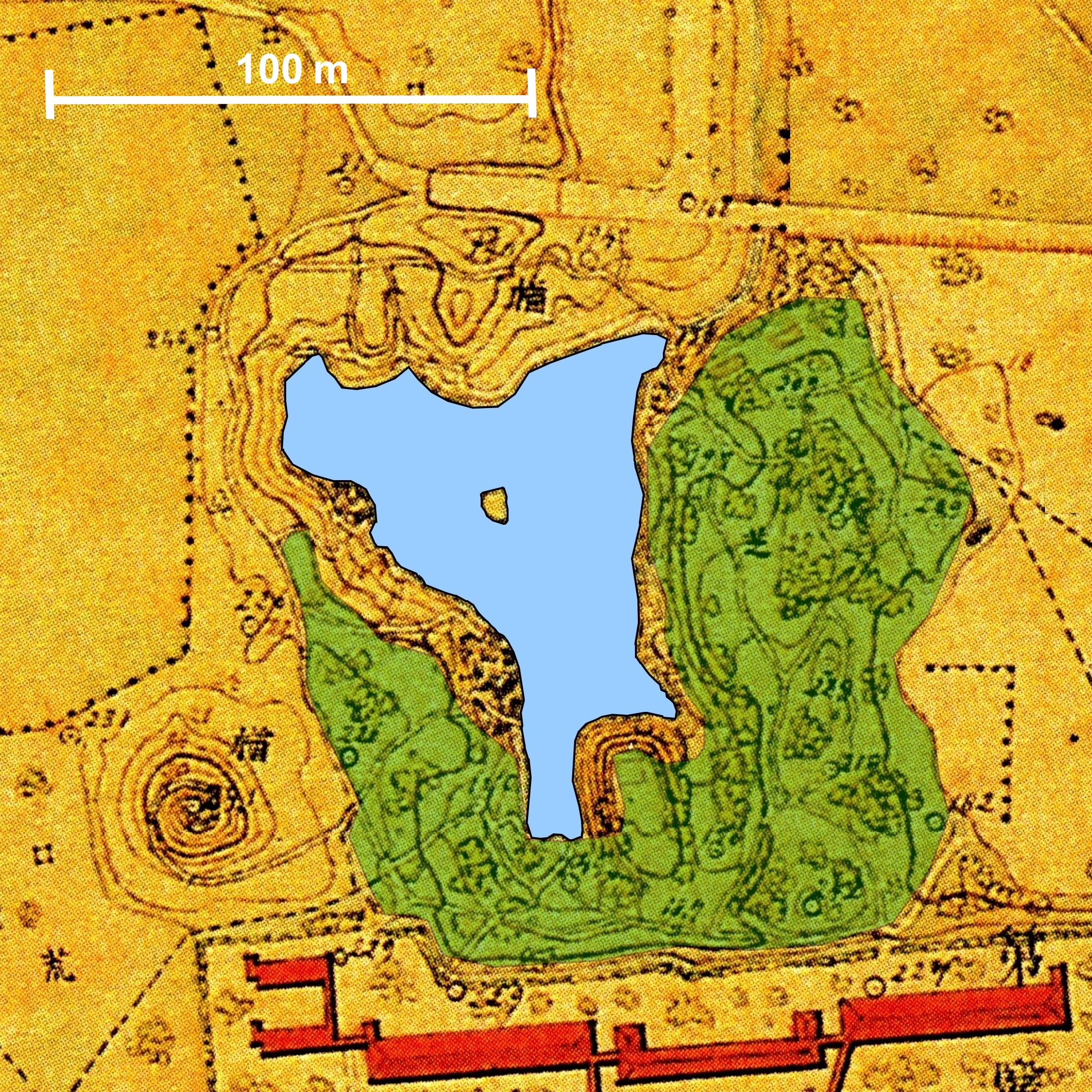
Sanshirō-Teich, 1885

Sanshirōs Wege (japanisch 三四郎, Sanshirō) ist ein Roman des japanischen Schriftstellers Natsume Sōseki (1867–1916). Er erschien zunächst von August bis Dezember 1908 als Fortsetzungsgeschichte in der Zeitung Asahi Shimbun und kam im folgenden Jahr beim Verlag Shunyōdō als Buch heraus. Das Buch, das in 13 Kapitel gegliedert ist, handelt von dem aus der Provinz stammenden Sanshirō Osawa, der plötzlich in drei Welten lebt, in seiner Heimat, in der Großstadt Tōkyō und in der Welt des Vergnügens und der Frauenbeziehungen.

## Inhalt
Sanshirō Osawa, 23 Jahre alt, hat das College in Kumamoto, ganz im Süden Japans, absolviert und ist mit dem Zug zum Studium an der Universität Tōkyō unterwegs. Auf seinem dritten und letzten Reisetag kommt er mit einem älteren Mann ins Gespräch, der beiläufig erklärt, dass Japan auf seine eigene Zerstörung zusteuere. Der Mann warnt ihn auch vor Geiz und den verborgenen Gefahren, die unter den glatten Oberflächen der Gesellschaft lauerten.
In Tōkyō angekommen erlebt Sanshirō die lärmende Großstadt. An der Universität sucht er einen Physiker namens Nonomiya auf, auf den seine Mutter hingewiesen hatte. Dieser macht Experimente, um den Strahlungsdruck des Lichtes zu messen. Auf dem Weg durchs Universitätsgelände kommt Sanshirō an einem tiefliegenden, von Bäumen umgebenen Teich vorbei und sieht dort zwei junge Frauen, die eine elegant gekleidet mit Fächer, die andere schlicht in Weiß, offensichtlich eine Krankenschwester.
Es ist Semesterbeginn, und Sanshirō versucht sich in der Universität zurechtzufinden, hört erste Vorlesungen. Dabei trifft er auf einen jungen Studenten namens Yojirō, der sich bereits gut auskennt. Sanshirō besucht die Universitätsbibliothek, wundert sich, dass selbst schwierige Bücher tatsächlich gelesen werden, darunter ein Buch von einer Aphra Behn. Yojirō stellt Sanshirō seinem Hausherrn namens Hirota vor. „Wir kennen uns aus dem Zug“, sagt dieser. – Hirota zieht um, Sanshirō will helfen, wartet am neuen Haus. Da erscheint die elegante junge Frau vom Teich, die sich Mineko nennt. Sie putzen beide das Haus und kommen sich dabei näher. Der Umzug kommt, bringt Bücher über Bücher, darunter Aphra Behn, einen Bildband mit dem Foto einer Meerjungfrau.
Sanshirō trifft im Garten von Nonomiya dessen Schwester Yoshiko, die Frau in Weiß vom Teich. Sanshirō findet sie hübsch. Man verabredet sich zur Chrysanthemen-Schau. Da werden Szenen aus der japanischen Geschichte mit Chrysanthemen nachgestellt. Man trifft sich, er verlässt die Schau mit Mineko. Unterwegs suchen Leute nach einem Kind, und Mineko fragt: „Wissen Sie, wie man ein verlaufenens Kind auf Englisch nennt?“ Und fügt, christlich gebildet, hinzu: „stray sheep“. Am nächsten Tag notiert Sanshirō während der Vorlesung nur stray sheep. Yojirō kommt und zeigt ihm seinen Beitrag in einer Zeitschrift, mit dem er für Hirota mit dem Titel „Der große Dunkle“ wirbt. Zu Hause findet Sanshirō eine Karte von Mineko, auf der sie zwei verirrte Schafe gezeichnet hat und im Hintergrund den Teufel.
Zu Hause bei Hirota erklärt dieser dem Sanshirō: „In meiner Jugend tat man alles für den Kaiser, für die Eltern und das Vaterland. Bei den Engländern findet man Egoismus und Altruismus im Gleichgewicht. Dafür haben sie keinen Nietzsche, keinen Ibsen.“ Der Maler Haraguchi führt aus, dass man im heutigen Tokyo nicht entspannt malen kann, vielleicht Mineko mit einem Fächer über der Stirn. Mineko verspottet Haraguchi, er habe sich so schnell in Paris an den Westen angepasst. Yojirō hatte von Nonomiya geliehenes Geld beim Wetten verloren. Sanshirō leiht ihm Geld, erhält es aber nicht zurück. Das führt zu einer langen Geschichte von Geld leihen und wiedergeben.
Yojirō hatte gebeten zu einer Versammlung im Seiyōken zu kommen. Hirota ist da, auch Nonomiya, Haraguchi. Hirota sagt, Physiker sind keine Naturalisten. Als Menschen können wir uns nichts Nichtmenschliches vorstellen. Haraguchi findet die Bronzestatue vor dem Schrein schlecht. Hirota bringt das Buch „Hydriotaphia“
Yojirō macht in der Universität die Runde und verkauft Eintrittskarten der „Literarischen Gesellschaft“. Die Werbung für Hirota ging allerdings schief. Yojirō sagt, der erste Tag sei ein Erfolg, Sanshirō solle Hirota abholen. Hirota lehnt erst ab, kommt dann doch mit, spricht über Theaterformen, japanisches Kagura im Freien, ebenso wie das griechische Theater. Die Vorstellung der Literarischen Gesellschaft beginnt mit einem japanischen Stück „Soga no Iruka“. Dann folgt als zweites Stück Shakespeares Hamlet. Sanshirō erinnert sich, bei Hirota eine Fotografie eines berühmten europäischen Hamlet-Darsteller gesehen zu haben, findet das Stück zu fremd für Japan. In den nächsten Tagen gehen Sanshirō und Yojirō zu einer Kirche, wobei Sanshirō „stray sheep“ in den Sinn kommt. Als Mineko herauskommt, gibt Sanshirō ihr das geliehene Geld zurück.
Haraguchis Bild ist fertig und nennt es „Frau im Wald“. Die Künstlergesellschaft stellt es an prominenter Stelle aus. Mineko mit ihrem Mann kommen, finden das Bild gut. Später kommen auch Hirota, Nonomiya. Yoshiko und Sanshirō. Dieser findet den Titel des Bildes nicht gut. Als er gefragt wird, wie er den lauten solle, murmelt er stray sheep, stray sheep.

## Hinweise
1. ↑  Das Universitätsgelände umfasste die ehemalige, weitläufige Residenz der reichen Maeda in Tōkyō. Dieser Teich war Teil des Wandelgartens, der zum inneren Bereich der Residenz gehörte. Offizieller Name ist „Ikutokuen shinji-ike“ (育徳園心字池), „心-förmiger Teich im Park der Erziehung zur Tugend“, wird aber gewöhnlich nach dem hier besprochenen Roman „Sanshirō-Teich“ (三四郎池) genannt.
2. ↑  Meerjungfrau von Kopenhagen.
3. ↑  Siehe Gleichnis vom Verlorenen Schaf.
4. ↑  Seiyōken (精養軒) im Stadtteil Ueno war das erste westliche Restaurant in Tōkyō.
5. ↑  Es handelt sich um die erste Bronze-Statue Japans. Sie steht im Vorfeld des Yasukuni-Schreins und stellt den Samurai Ōmura Masujirō dar. Geschaffen wurde sie 1893 vom Bildhauer Ōkuma Ujihiro (大熊 氏廣; 1856–1934).
6. ↑  „Hydriotaphia and the Gardens of Cyrus“ (1658) ist ein Buch des Philosophen und Dichters Thomas Browne (1605–1682).

## Anmerkung
Das Buch erschien in der „Japan Edition“ des be.bra Verlags. Trotzdem steht im Text falsch „Gingko“ statt korrekt „Ginkgo“.

## Würdigung
- Der Übersetzer Langemann sieht die Beziehung zwischen Sanshirō und Mineko die Haupthandlung des Romans, meint aber, eine Beziehung zur zweiten jungen Frau, Yoshiko, sei vielleicht erfolgversprechender verlaufen. Weiter weist er auf die Farbsymbolik, auf die Darstellung der Jahreszeit hin.
- Kōjin Karatani schreibt in seinem Nachwort zur Ausgabe im Shinchō Bunko, dass Sanshirō, überfordert von der Hauptstadt, tatsächlich in der Provinz sein Leben verbringen sollte.
- Yoshida Seiichi kommentiert in der Chikuma Bunko-Ausgabe, die Erzählung zeige besonders deutlich Natsumes Art zu schreiben. Er benutze die Figur Hirota, um sein Wissen über die westliche Welt, seine Kulturkritik zu formulieren.

## Buchausgaben
- Sanshirōs Wege. Übersetzt und mit einem Nachwort versehen von Christoph Langemann. Japan Edition im bebra.Verlag. 2009. ISBN 978-3-86124-908-5.
- Sanshirō. Shinchō Bunkō, 1948. ISBN 978-4-10-101004-5.
- Sanshirō. In: Natsume Sōseki zenshū 5. Chikuma Bunko, 1988. ISBN 4-480-02165-5.